# Liste der maronitischen Patriarchen von Antiochien
Die folgenden Personen waren die Oberhäupter und Patriarchen der Maroniten:
- 687–707: Hl. Johannes Maron I.
- Cyr
- Gabriel I.
- Paul Tawaghan
- ab 938: Johannes Maron II.
- Johannes el Damlassi
- Theophilus
- Gregor I.
- Stephan
- Markus
- Eusebios
- Johannes I.
- Josua I.
- David
- Theofelix
- Josua II.
- Dumith
- Isaak
- Johannes II.
- Simon
- 1110–1120: Josef I. el Gergess
- 1121–1130: Peter I.
- 1130–1141: Gregor II. von Halate
- 1141–1151: Jakob I. von Ramate
- 1151–1154: Johannes III.
- 1154–1173: Peter II.
- 1173–1199: Peter III. von Lehfed
- 1199–1230: Jeremias I. von Amchite
- 1230–1239: Daniel I. von Chamate
- 1239–1245: Johannes IV. von Jaje
- 1245–1277: Simeon I.
- 1278–1282: Daniel II. von Hadchite
- 1282–1297: Jeremias II. von Dmalsa
- 1297–1339: Simeon II.
- 1339–1357: Johannes V.
- 1357–1367: Gabriel I. von Hjoula
- 1367–1404: Johannes VI.
- 1404–1445: Johannes VII. von Jaje
- 1445–1468: Jakob II. von Hadath
- 1468–1492: Josef II. von Hadath
- 1492–1524: Simeon III. von Hadath
- 1524–1567: Moses Akkari von Baridi
- 1567–1581: Michael I. Rizzi von Bkoufa
- 1581–1596: Sarkis Rizzi von Bkoufa
- 1596–1608: Josef III. Rizzi von Bkoufa
- 1608–1633: Johannes VIII. Machlouf von Ehden
- 1633–1644: Georg I. Omaira von Ehden
- 1644–1648: Josef IV. Halib von Akoura
- 1648–1656: Johannes IX. Bawab von Safra
- 1656–1670: Georg II. Rizkallah von Bseb’el
- 1670–1704: Estephane Boutros El Douaihy von Ehden
- 1704–1705: Gabriel II. al Blouzani von Blaouza
- 1705–1733: Jakob III. Awad von Hasroun
- 1733–1742: Josef V. Dergham Khazen (Yūsuf Darģām al-Ḫāzim) von Ghosta
- 1743–1756: Simeon IV. Awad von Hasroun
- 1756–1766: Tobias el Khazen von Bekaat Kanaan
- 1766–1793: Josef VI. Etienne von Ghosta
- 1793–1795: Michael II. Fadel von Beirut
- 1795–1796: Philipp Gemajel von Bikfaja
- 1796–1808: Josef VII. Tajan von Beirut
- 1808–1823: Johannes X. Helou von Ghosta
- 1823–1845: Josef IX. Hobeiche von Sahel Alma
- 1845–1854: Josef X. Raji el Khazen von Ajaltoun
- 1854–1890: Paul I. Massad von Achkout
- 1890–1898: Johannes XI. Hage von Dlebta
- 1898–1931: Elias Hoyek von Helta
- 1931–1955: Antonius I. Arida von Becharre
- 1955–1975: Paul II. Meouchi von Jezzine
- 1975–1986: Antonius II. Khoraiche von Ain Ebl
- 1986–2011: Nasrallah Boutros Sfeir von Raifoun
- seit 2011: Béchara Pierre Raï OMM von Himlaya